# Бубар
Бубар или Вуварос (на гръцки: Βούβαρη, Bubares, † сл. 480 пр.н.е.) е персийски благородник и инженер на служба на Ахеменидското царство през 5 век пр.н.е.. Той е син на Мегабаз.
Бубар е изпратен през 498 пр.н.е. в Македония, за да премхне един конфликт с цар Александър I (упр. 540–495 пр.н.е.), който още като трон-принц преди няколко години е отговорен за убийството на множество участници от една персийска делегация. Цар Александър успокоява персийците и омъжва сестра си Гигая за Бубар. Двамата имат имат един син, който е наречен Аминта на дядо му по майчина линия, цар Аминта I Македонски. Син им става по-късно тиран на град Алабанда в Кария.
През 480 пр.н.е. Бубарес заедно с Артахеис получава задачата от великия цар Ксеркс I да построи така наречения Ксерксов канал през Провлака на източния край на Халкидически полуостров (при Йерисос). Там преди почти десет години голямата персийска флота на Мардоний е разбита при голямо вълнение на планината Атон. Строежът на канала трае три години, работниците са взети насила от различните народи, включително и от жителите на Атон.